# Кярна
Кярна (Кярнакоски) (фин. Kärnäkosken linnoitus) — это форт, расположенный в Савитайпале, в финляндской области Южная Карелия. Построен русскими инженерными войсками под руководством Александра Васильевича Суворова в 1791–1793 годах на существовавшей тогда российско-шведской границе в качестве одного из оборонительных рубежей в системе укреплений, позднее названных Суворовской оборонительной линией.

## История
В 1791 году генерал-аншеф Александр Суворов по поручению императрицы Екатерины II занялся составлением проекта строительства пограничных укреплений Русской Финляндии. По итогам трёхнедельной инспекционной поездки им был подготовлен «План оборонительных мероприятий в Финляндии на случай войны со Швецией». Согласно плану, одним из передовых оборонительных рубежей должен был стать форт Кярны (также Керна, Кярна), призванный защитить водные пути озера Сайма и Финского залива от возможных наземных нападений, а также служить одной из баз недавно созданной российской Сайменской гребной флотилии. В июне 1791 года полководец получил назначение командующего войсками, расквартированными в Выборгском наместничестве, с указанием провести мероприятия по возведению укреплений, предусмотренных составленным им же планом. В течение 1791—1792 годов генерал-аншеф руководил масштабными строительными работами, проявив способности инженера-фортификатора, организатора и даже снабженца.
Строительство небольшого укрепления под руководством генерала Александра Суворова началось в июле 1791 года. Проектированием занимались французские военные инженеры, эмигрировавшие в Россию из-за Великой французской революции. В июле 1791 года на строительстве ежедневно работали 500–1000 солдат, часть которых погибла во время строительства из-за тяжёлых условий труда. Возведение укреплений было завершено в сентябре 1792 года. Однако из-за быстрого строительства и низкого качества работ и материалом часть стен крепости со временем оказалась разрушена и засыпана землёй.
Использование форта оказалось недолгим: в результате Русско-шведской войны (1808—1809) граница Российской империи со Швецией переместилась далеко на запад, к реке Торнионйоки, и возведённая под руководством Суворова оборонительная линия утратила роль пограничного форпоста. В 1835 году император Николай I издал указ о ликвидации всех устаревших укреплений. В результате войска покинули Кярны, а здания были проданы на аукционе.

## Архитектура и военное оснащение
По проекту французских военных инженеров и генерала Суворова было построено каменное бастионное укрепление, не имевшее, однако, традиционной симметричной звёздчатой формы, характерной для бастионных укреплений. Её стены и сооружения следуют рельефу местности, что объясняется ограниченным пространством: с одной стороны крепости проходит берег озера Сайма, а с другой — дорога Лаппеенранта–Ристийна. Западную и южную стороны защищали три полубастиона и три равелина. На севере размещались большие ворота для выхода к причалам и пополнения запасов воды.
На стенах крепости было оборудовано 55 огневых позиций для артиллерии, однако за всё время эксплуатации крепости в её арсенале находилось всего 24 орудия. В гарнизоне размещалось четыре роты, что составляло примерно 400 человек. В казарменной части крепости находились деревянные казармы для солдат, а также одноэтажные деревянные жилые здания для коменданта, инженеров и артиллерийских офицеров. В юго-западной части крепости располагался деревянный продовольственный склад, перед главными воротами — караульное помещение, а в северной части — каменный пороховой погреб и деревянный склад. В непосредственной близости от форта были построены редуты Кярнякоски (горный редут в 600 метрах к югу) и Пардакоски (в двух километрах к северо-западу). 

## Современное состояние
Форт Кярна включён Национальным советом по древностям Финляндии и Министерством окружающей среды в перечень объектов национального значения с культурно-исторической и ландшафтной ценностью.
Сегодня бесплатный музей под открытым небом с информационными табличками, в том числе на русском языке, является популярной туристической достопримечательностью Савитайпале. Организованные экскурсии не проводятся, летом на его территории пасутся овцы, так осуществляется контроль травяного покрова. Для них внутри укреплений построены небольшой навес и поилка. 
Рядом с крепостью находится водяная мельница и лесопилка, построенные в 1830-е годы и использовавшиеся до 1950-х годов. В 2002 году местный сельский комитет провёл их реставрацию и превратил в бесплатные музеи. 